# Imaginary Day
Imaginary Day è un album del Pat Metheny Group, realizzato nel 1997 e pubblicato dalla Warner Bros. Records. Vinse il Grammy Award for Best Contemporary Jazz Album, mentre il brano The Roots of Coincidence contenuto nell'album vinse il Grammy Award for Best Rock Instrumental Performance.

## Descrizione
L'album è immerso nelle atmosfere della world fusion, attingendo una grande varietà di influenze musicali. Le sonorità della gamelan balinese sono utilizzate in Imaginary Day e Into the Dream. The Heat of the Day contiene ripetuti accenni al folk iraniano, mentre in The Roots of Coincidence vi è la prima (e unica) incursione nell'industrial. Il brano The Awakening si avvicina alle sonorità gaeliche e, insieme a Follow Me, è stato suonato alla rete televisiva statunitense The Weather Channel.

## La copertina
Il design della copertina è di Stefan Sagmeister. Le note di copertina utilizzano, oltre al testo normale, anche un sistema crittografato in cui le lettere dell'alfabeto e la punteggiatura sono sostituite da immagini. Il testo nascosto si decodifica allineando una freccia stampata sul fronte del CD con uno dei tre colori (marrone, arancio, blu) presenti al centro dell'alloggiamento per il disco assieme alle lettere. Ciascun colore corrisponde a una codifica differente. Posizionando la freccia sul marrone, ad esempio, si decodificheranno il titolo del disco, il nome del gruppo e i titoli dei brani sul retro; il testo nascosto all'interno è scritto da Metheny assieme al contrabbassista Steve Rodby.

## Tracce
Musiche di Pat Metheny e Lyle Mays, eccetto dove indicato.
1. Imaginary Day – 10:11
2. Follow Me – 5:56
3. Into the Dream – 2:27 (Metheny)
4. A Story within the Story – 8:01
5. The Heat of the Day – 9:44
6. Across the Sky – 5:13
7. The Roots of Coincidence – 7:48
8. Too Soon Tomorrow – 5:45 (Metheny)
9. The Awakening – 9:28

## Formazione
- Pat Metheny - chitarra, guitar synth, chitarra pikasso
- Lyle Mays - pianoforte, tastiera
- Steve Rodby - basso acustico, basso elettrico, violoncello
- Paul Wertico - batteria
- David Blamires - voce, chitarra, tromba, violino, mellotron, registratore
- Mark Ledford - voce, flicorno, tromba
- Dave Samuels - percussioni
- Glen Velez - percussioni
- Don Alias - percussioni
- Mino Cinelu - percussioni